# Elezioni comunali in Liguria del 2001
Le elezioni comunali in Liguria del 2001 si tennero il 13 maggio (con ballottaggio il 27 maggio).

## Provincia di Savona

### Albenga
| Candidati                     | Candidati               | II turno             | II turno           | I turno | I turno | Liste                                | Voti   | %     | Seggi |
| Candidati                     | Candidati               | Voti                 | %                  | Voti    | %       | Liste                                | Voti   | %     | Seggi |
| ----------------------------- | ----------------------- | -------------------- | ------------------ | ------- | ------- | ------------------------------------ | ------ | ----- | ----- |
|                               | Mauro Zunino ✔️ Sindaco | 8 739                | 60,05              | 7 654   | 49,21   | Zunino Sindaco                       | 5 360  | 39,21 | 10    |
| Progetto Albenga              | Mauro Zunino ✔️ Sindaco | 8 739                | 60,05              | 7 654   | 49,21   | 1 436                                | 10,51  | 2     |       |
|                               | Franco Vazio            | 5 815                | 39,95              | 5 944   | 38,21   | Alternativa Democratica              | 3 790  | 27,73 | 5     |
| Progressisti per Albenga      | Franco Vazio            | 5 815                | 39,95              | 5 944   | 38,21   | 1 335                                | 9,77   | 1     |       |
| Seggio di coalizione          | Seggio di coalizione    | Seggio di coalizione | 39,95              | 5 944   | 38,21   | 1                                    |        |       |       |
|                               | Mauro Vannucci          | Mauro Vannucci       | Mauro Vannucci     | 1 062   | 6,83    | Voce alla Gente                      | 946    | 6,92  | –     |
| Seggio di coalizione          | Seggio di coalizione    | Seggio di coalizione | Mauro Vannucci     | 1 062   | 6,83    | 1                                    |        |       |       |
|                               | Nazzareno Siccardi      | Nazzareno Siccardi   | Nazzareno Siccardi | 499     | 3,21    | Partito della Rifondazione Comunista | 446    | 3,26  | –     |
|                               | Alfio Contarino         | Alfio Contarino      | Alfio Contarino    | 396     | 2,55    | Movimento Sociale Fiamma Tricolore   | 356    | 2,60  | –     |
| Totale                        | Totale                  | 14 554               | 100                | 15 555  | 100     |                                      | 13 669 | 100   | 20    |
|                               |                         |                      |                    |         |         |                                      |        |       |       |
| Fonte: Ministero dell'interno |                         |                      |                    |         |         |                                      |        |       |       |